# Национальный союз Чада
Национальный союз Чада (фр. Union Nationale Tchadienne) — политическая партия действовавшая в республике Чад с 1958 по 1966 год.

## История
Национальный союз Чада был основан 1958 году. Основателями партии были Дана Исса, Махмуд Оутман, Абба Сиддик. Партия выступала против вхождение Чада в Французское сообщество.
Партия выступала за радикальные политические реформы, которые должны быть достигнуты в случае необходимости с помощью насилия.
Национальный союз Чада был запрещен в 1962 году, когда президент Франсуа Томбалбай провозгласил Прогрессивную партию Чада единственной легальной партией.
Национальный союз Чада под руководством Ибрахима Абача ушел в подполье частично перебравшись в соседний Судан. На конгрессе в городе Ньяла (Судан), открывшемся 19 июня 1966 года Национальный союз Чада объединился с Фронтом освобождения Чада. В результате этого объединения был создан Фронт национального освобождения Чада, который возглавил Ибрахима Абача.